# Muhi
Muhi là một thị trấn thuộc hạt Borsod-Abaúj-Zemplén, Hungary. Thị trấn này có diện tích 9,62 km², dân số năm 2010 là 552 người, mật độ 57 người/km².